# Kee Thuan Chye
Kee Thuan Chye (Penang, 25 de mayo de 1954) es un actor, poeta y periodista malasio.
Nació el 25 de mayo de 1954 en el estado de Penang (Malasia). Kee se graduó en la Universiti Sains Malaysia en 1976 y obtuvo un máster en interpretación de Teatro en 1988 en Inglaterra en la Essex University. Kee trabajo como  as redactor literario y ocasionalmente realizó entrevistas para el periódico New Straits Times, fue columnista artístico para Business Times, columnista de teatro para New Sunday Times,y en la actualidad  participa en la redacción de la columna en inglés "Mind Our English" de The Star (Malaysia).
Otros artículos y entrevistas publicados de Kee se encuentran en medios como :Asiaweek, Far Eastern Economic Review, y Asia Magazine.
Kee ha realizado distintas obras teatrales como: Oh, But I Don’t Want to Go, Oh, But I Have to… (1974), Eyeballs, Leper, and a Very Dead Spider (1977), The Situation of the Man Who Stabbed a Dummy or a Woman and was Disarmed by Members of the Club for Reasons Yet Obscure, If There Was One (1974), The Big Purge (1988), 1984 Here and Now (1987), We Could **** You Mr. Birch (1994).Kee También ha publicado poesía en periódicos regionales tales como: Pacific Quarterly Moana, Southeast Asian Review of English, y Focus.

## Filmografía

### Películas
| Año  | Título                 | Papel           |
| ---- | ---------------------- | --------------- |
| 2004 | Ah Lok Kafe: The Movie | Char Koay Teow  |
| 2001 | Snipers                | Padre de Steve  |
| 2000 | Lips to Lips           | Hombre Scrabble |
| 1999 | Anna and the King      | Juez 2º         |
| 1999 | Entrapment             | 1º Comerciante  |

### Televisión
- Marco Polo (2006) como Jefe Map Maker.
- Perceptions (2004) como Victor Wong.
- Each Other (2002) como Ronnie Ng.
- Kopitiam (2002) como Kok Hui (aparición invitado).
- The Marriage Factor (2002) como Daddy.
- Phua Chu Kang Pte Ltd (2001) como Lim Pek Kong (aparición invitado).
- Kopitiam (1999) como Major Lim (aparición invitado).
- Maria (1984)
- Bailey's Bird (1977) como Ming Ho (aparición invitado).